# Schimberg
Schimberg é um município da Alemanha localizado no distrito de Eichsfeld, estado da Turíngia. Schimberg é a sede do verwaltungsgemeinschaft de Ershausen/Geismar.